# Saint-Julien-des-Chazes
Saint-Julien-des-Chazes ist eine französische Gemeinde mit 54 Einwohnern (Stand 1. Januar 2022) im Département Haute-Loire in der Region Auvergne-Rhône-Alpes (vor 2016 Auvergne). Sie gehört zum Arrondissement Brioude und zum Kanton Gorges de l’Allier-Gévaudan.

## Geographie
Saint-Julien-des-Chazes liegt etwa dreißig Kilometer westlich von Le Puy-en-Velay am Allier.
Nachbargemeinden von Saint-Julien-des-Chazes sind Saint-Arcons-d’Allier im Norden und Westen, Siaugues-Sainte-Marie im Osten und Nordosten, Saint-Bérain im Südosten, Prades im Süden und Südosten, Charraix im Süden sowie Pébrac im Westen und Südwesten.

## Bevölkerungsentwicklung
| Jahr                       | 1962 | 1968 | 1975 | 1982 | 1990 | 1999 | 2006 | 2018 |
| -------------------------- | ---- | ---- | ---- | ---- | ---- | ---- | ---- | ---- |
| Einwohner                  | 157  | 115  | 107  | 103  | 92   | 69   | 81   | 69   |
| Quellen: Cassini und INSEE |      |      |      |      |      |      |      |      |

## Sehenswürdigkeiten
- Kirche Saint-Julien-de-Brioude aus dem 15. Jahrhundert
- Kapelle Sainte-Marie-de-Chazes aus dem 13. Jahrhundert, seit 1862 Monument historique

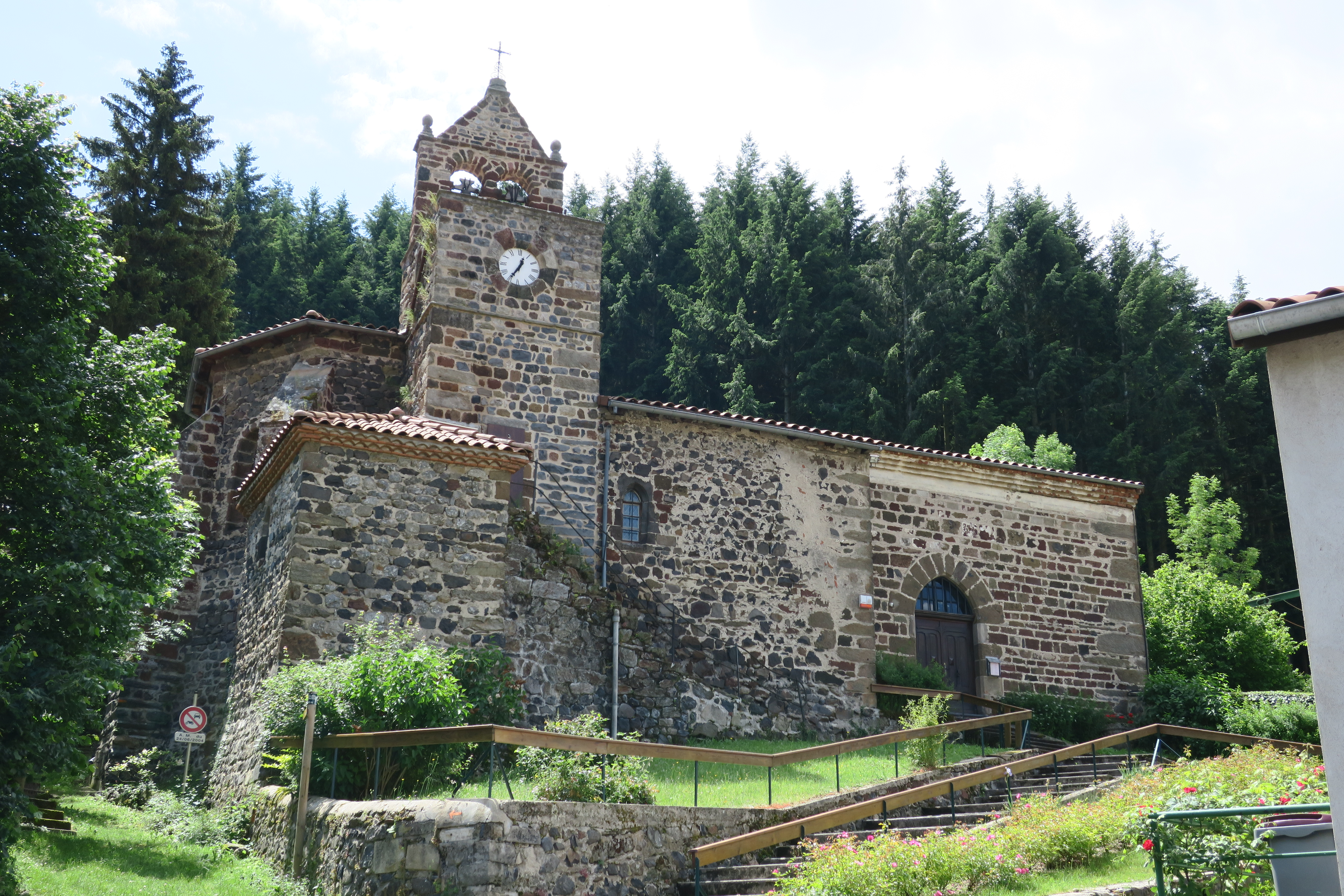
Kirche Saint-Julien-de-Brioude
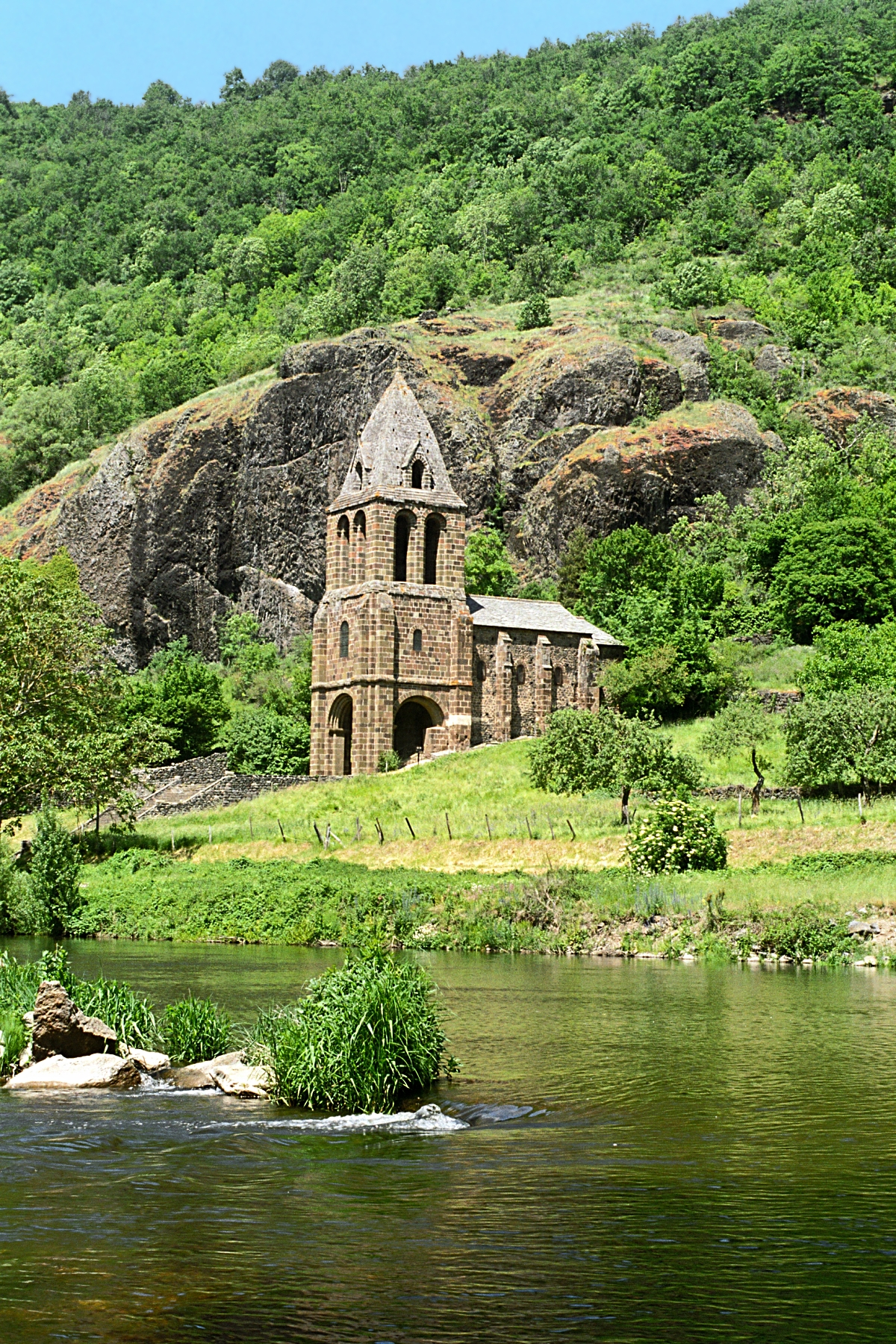
Kapelle Sainte-Marie-de-Chazes